# Berg-Sesel
Der Berg-Sesel (Seseli montanum), auch Echter Bergfenchel genannt, ist eine Pflanzenart aus der Gattung Bergfenchel (Seseli) innerhalb der Pflanzenfamilie der Doldenblütler (Apiaceae). Er ist in Nordwestafrika, Südeuropa sowie in Teilen Mitteleuropas verbreitet und wird selten als Zierpflanze genutzt.

## Beschreibung

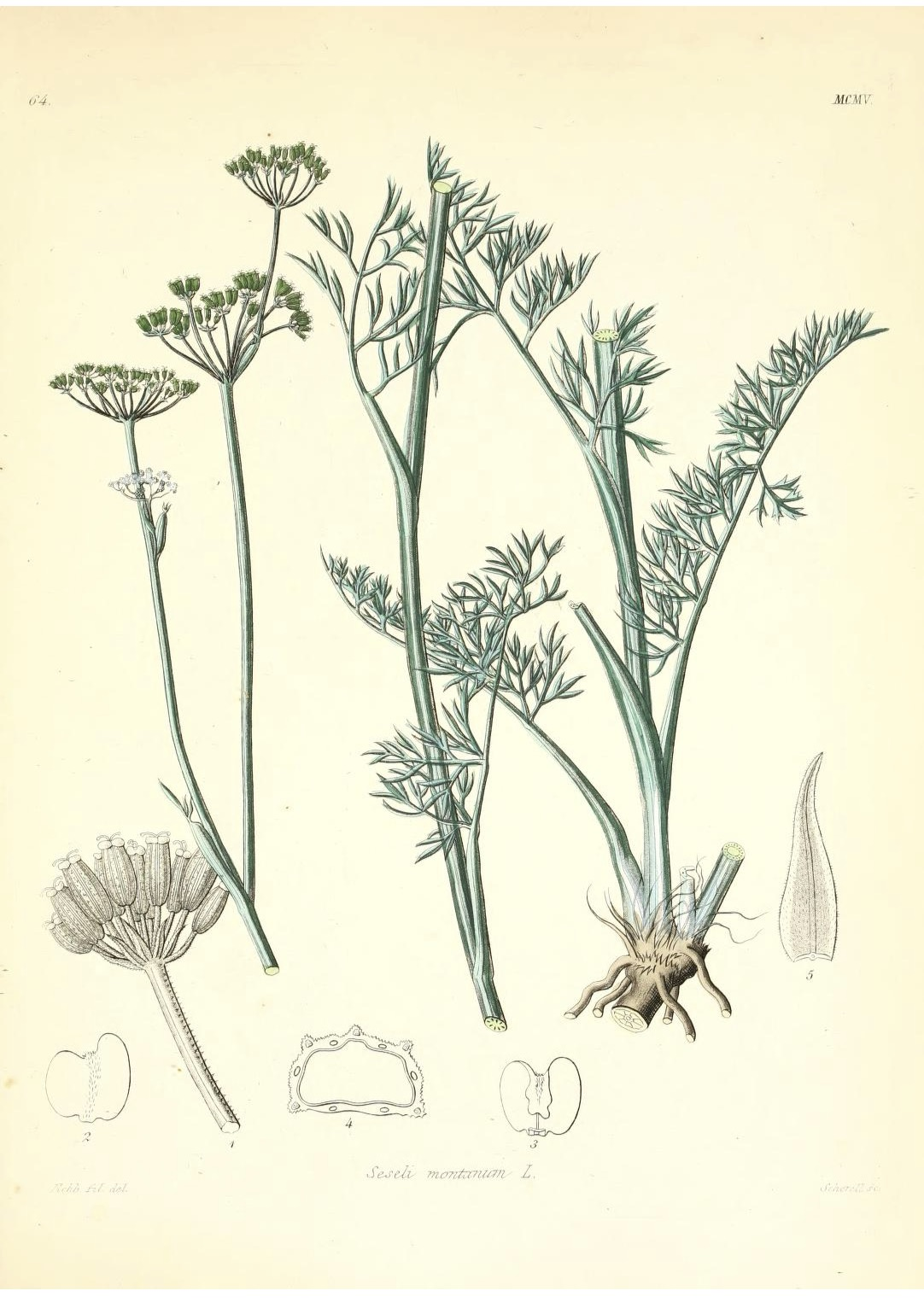
Illustration aus Icones Florae Germanicae et Helveticae

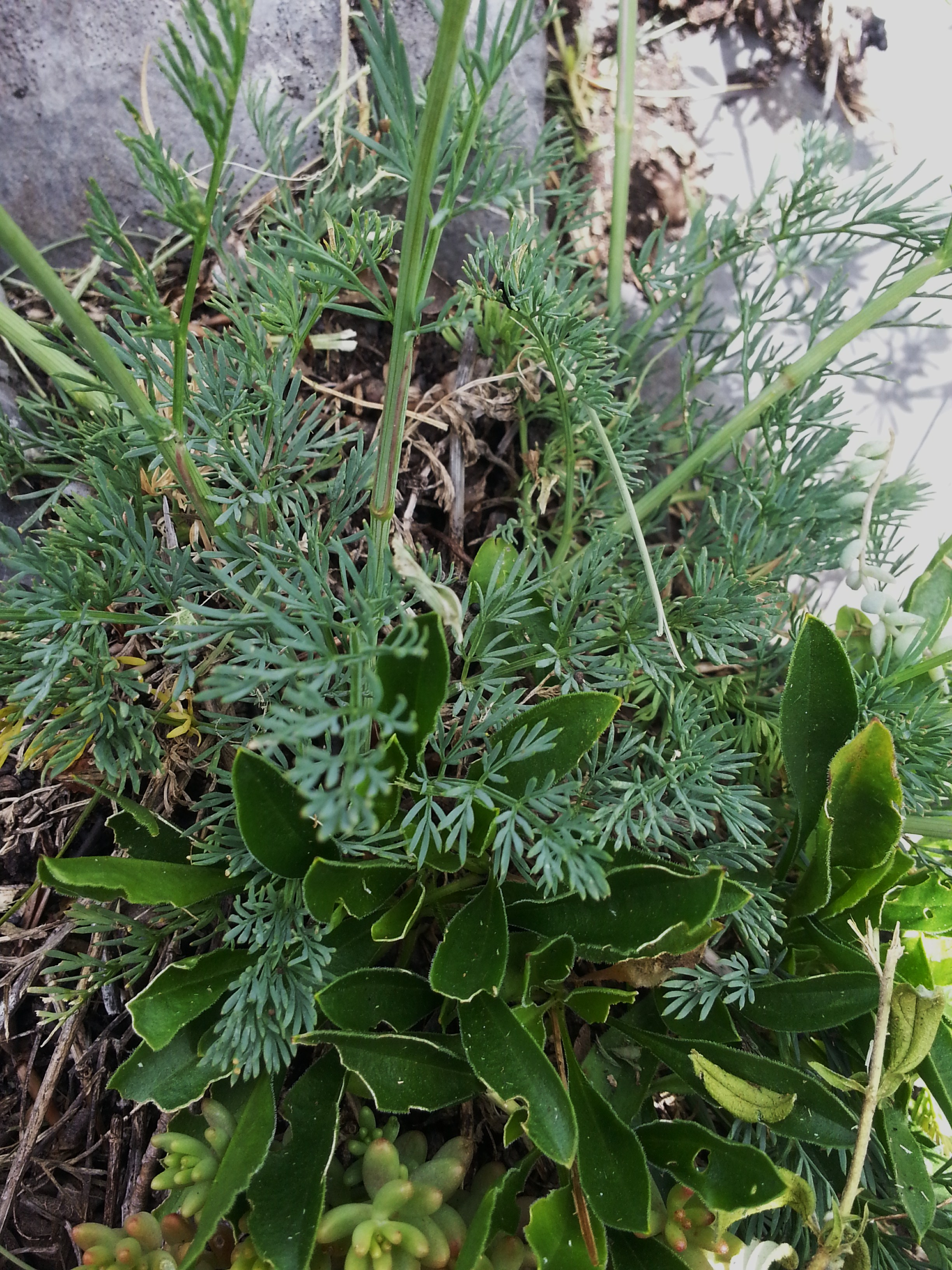
Laubblätter

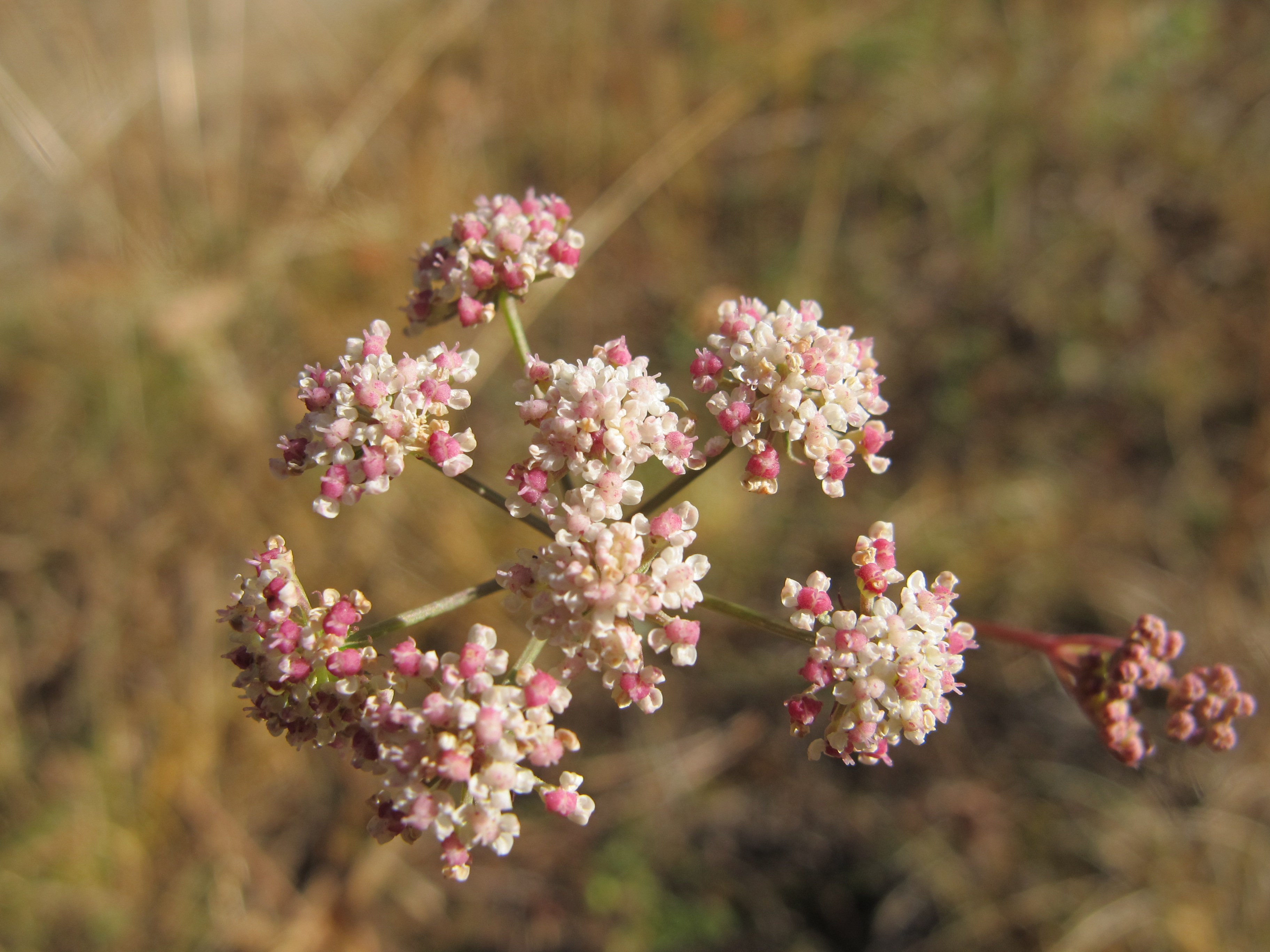
Blütenstand

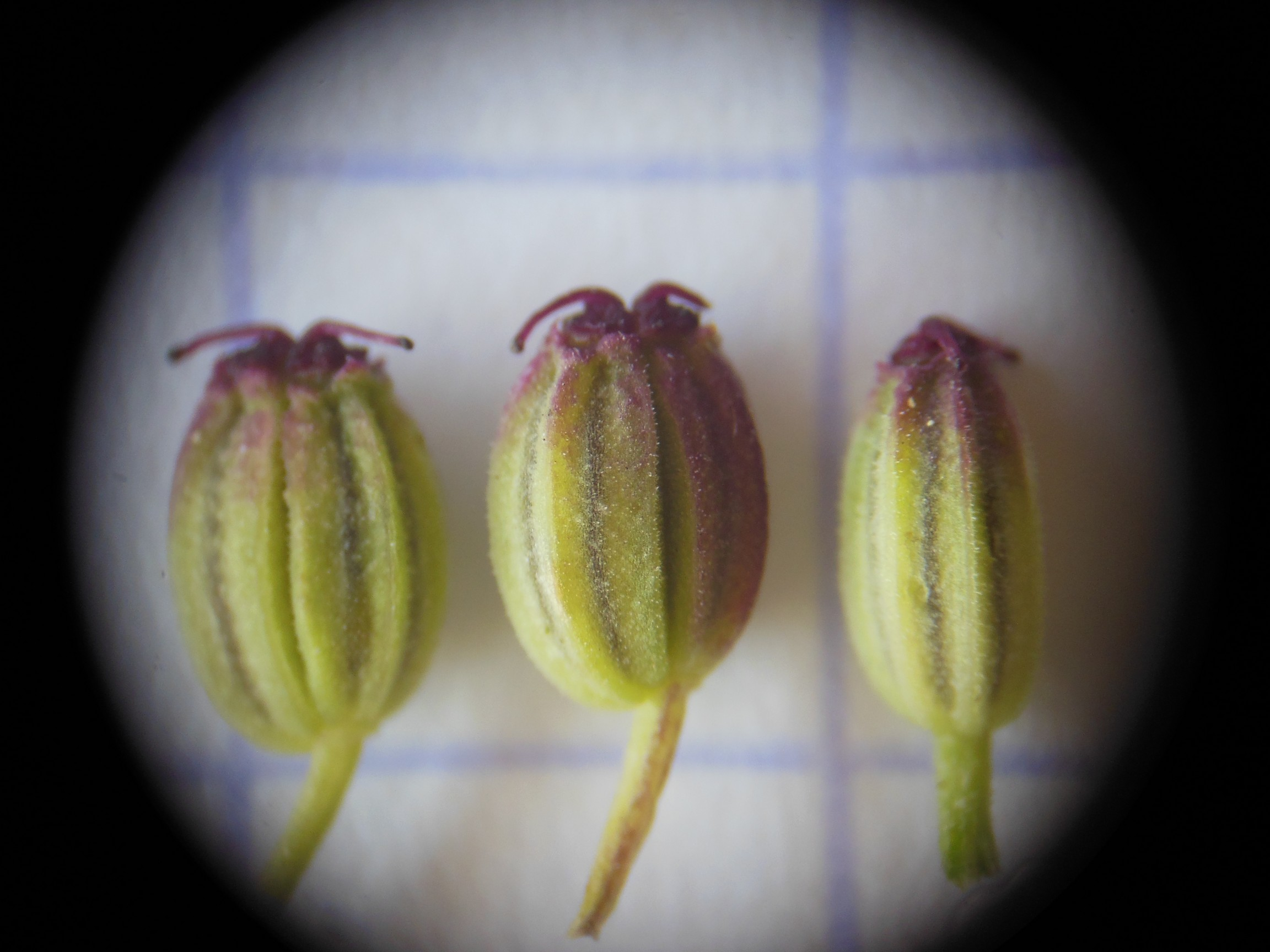
Junge Früchte

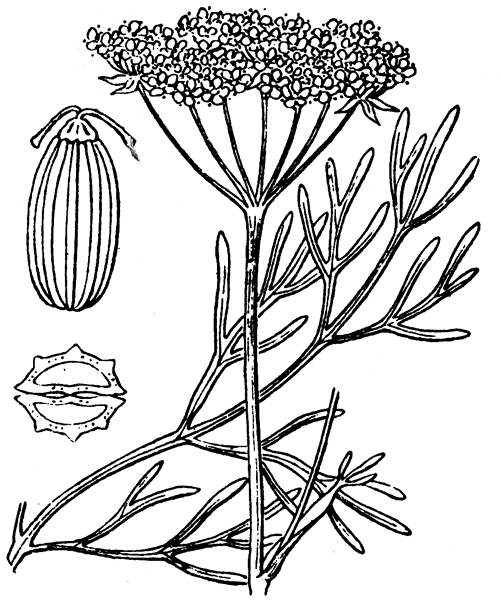
Illustration

### Vegetative Merkmale
Der Berg-Sesel ist eine ausdauernde krautige Pflanze und erreicht Wuchshöhen von 20 bis 60 Zentimetern. Die blau-grünen Stängel sind kahl, aufrecht oder bogig aufsteigend und tragen wenige Blätter.
Die grundständig und wechselständig am Stängel angeordneten Laubblätter sind in Blattstiel und -spreite gegliedert. Die Blattstiele der bläulich-grünen Grundblätter sind oberseits rinnig. Die Blattspreiten sind im Umriss meist länglich-eiförmig, zwei- bis dreifach gefiedert mit zusammenneigenden, linealischen Fiederabschnitten. Die Endabschnitte sind meist kürzer als 10 Millimeter und maximal 1 Millimeter breit.

### Generative Merkmale
Die Blütezeit erstreckt sich von Juli bis September. Der doppeldoldige Blütenstand besitzt meist 5 bis 12, selten bis 15 Doldenstrahlen. Die Doldenstrahlen sind kantig, fast gleich lang und ihre Innenseite ist flaumig. Eine Hülle fehlt oder sie ist zwei- bis dreiblättrig. Die zahlreichen Hüllchenblätter sind sehr schmal hautrandig und nicht verwachsen; sie sind schmal lanzettlich, behaart und gewimpert.
Die Blüten sind weiß, erscheinen aber oft durch purpurfarbene Fruchtknoten leicht rosafarben, vor allem am Rande der Döldchen. Die Kronblätter sind bei einer Länge von etwa 0,6 Millimetern breit-eiförmig und besitzen am oberen Ende ein eingeschlagenes Läppchen. Das Griffelpolster ist stumpf-kegelförmig; die Griffel sind zuletzt etwa so lang wie das Griffelpolster.
Die 3 bis 4 Millimeter langen, eiförmigen im Querschnitt achteckigen Früchtchen sind gerillt und fein kurz behaart.

### Chromosomensatz
Die Chromosomengrundzahl beträgt x = 11; es liegt Diploidie mit einer Chromosomenzahl von 2n = 22 vor.

## Ökologie
Der Blütenboden des Berg-Sesels endet in einer Scheibe mit freiliegendem Nektar. Zu den Bestäubern gehören Käfer, Fliegen, Schwebfliegen, Wespen und mittelrüsselige Bienen. Die Laubblätter bieten Nahrung für den Nachtfalter Bibernell-Bergwieseneule.

## Vorkommen
Für den Berg-Sesel gibt es Fundortangaben für Marokko, Algerien, Tunesien, Spanien, Südfrankreich, Italien, Deutschland und in der Schweiz. In Schweden gilt er als eingebürgert. In Deutschland kommt der Berg-Sesel selten im Niedersächsischen Höhenzug Weper vor. Ein früherer Bestand im östlichen Rheinland-Pfalz bei Bad Dürkheim ist erloschen.
Der Berg-Sesel besiedelt magere, kalkreiche, submediterrane Trocken- und Halbtrockenrasen (Xerothermrasen) und warme Trockengebüschsäume (Blutstorchschnabel-Säume). Er ist eine Charakterart der Ordnung Brometalia erecti und kommt hauptsächlich in Pflanzengesellschaften des Verbands Geranion sanguinei vor. Auf der Iberischen Halbinsel kommt Seseli montanum in Höhenlagen von 0 bis 2800 Metern vor.
Die ökologischen Zeigerwerte nach Landolt et al. (2010) in der Schweiz sind:
Feuchtezahl	= 2 (mässig trocken), Reaktionszahl = 4 (neutral bis basisch (pH = 5,5–8,5)), Nährstoffzahl = 2 (nährstoffarm), Lichtzahl =	4 (hell), Temperaturzahl = 4+ (warm-kollin), Kontinentalitätszahl = 4 (subkontinental).

## Systematik
Die Erstveröffentlichung von Seseli montanum erfolgte 1753 durch Carl von Linné in Species Plantarum, Tomus I, Seite 259. Der artspezifische Namensteil montanum bedeutet „auf Bergen heimisch“. Homotypische Synonyme für Seseli montanum sind Marathrum montanum (L.) Link und Oreotelia montana (L.) Raf.
In Abhängigkeit von der Quelle gibt es von Seseli montanum mehrere Unterarten:
- Seseli montanum subsp. granatense (Willk.) C.Pardo (Syn.: Seseli granatense Willk.): Sie ist feinflaumig behaart, die Wuchshöhen von 9–25 Zentimetern erreicht. Die Laubblätter sind zweifach gefiedert. Die länglichen, verkehrt-eiförmigen Blattzipfel sind 2 bis 5 Millimeter lang und 0,5 bis 1 Millimeter breit. Ihre Spitze ist abgerundet. Manchmal besitzen sie aber auch eine aufgesetzte Spitze. Die Doppeldolden besitzen fünf oder sechs Doldenstrahlen, die nicht länger als 5 Millimeter lang und rundherum feinflaumig behaart sind. Es sind 0 bis 1 Hüllblätter vorhanden. Die Hüllchenblätter sind miteinander verwachsen, häufig bis zu ihrer Mitte. Die Kronblätter sind weiß oder rosa und auf ihrer Rückseite fein behaart. Die eiförmigen Früchte sind dicht feinflaumig behaart.[13][14] Diese Unterart kommt in Spanien vor und wächst auf Kalksteinfelsen.[13][15]
- Seseli montanum L. subsp. montanum (Syn.: Seseli nanum Dufour, Seseli montanum subsp. nanum (Dufour) O.Bolòs & Vigo[16]): Die linealischen bis linealisch-lanzettlichen Blattzipfel sind 5 bis 50 Millimeter lang und 0,5 bis 1 Millimeter breit. Die Doppeldolden besitzen 5 bis 12(–14) Doldenstrahlen. Die Früchte sind kahl oder feinflaumig behaart. Die Längsrippen der Früchte sind schmal, an ihren Kanten spitz zulaufend und schmaler als die sich zwischen den Längsrippen befindenden Tälchen (valleculae).[13][17][14] Diese Unterart kommt in Spanien, Frankreich, Italien, der Schweiz, Deutschland, Kroatien, Marokko, Algerien und Tunesien vor. In Schweden ist sie ein Neophyt.[18]
- Seseli montanum subsp. peixotoanum (Samp.) M.Laínz: Wie die Unterart Seseli montanum subsp. granatense (Willk.) C.Pardo aber mit 20 bis 75 Zentimeter hohen Stängeln. Diese sind bis auf ihre feinflaumig behaarte Basis kahl. Die schmal-linealischen Blattzipfel sind 5 bis 20 Millimeter lang und etwa 0,5 Millimeter breit. Die 3 bis 6 Doldenstrahlen sind nicht mehr als 6 Millimeter lang. Auf ihrer Innenseite sind sie dicht feinflaumig behaart und auf ihrer Außenseite sind sie wenig behaart.[13][14] Diese Unterart kommt in Spanien und Portugal vor und wächst normalerweise auf Serpentin.[13][19]
- Seseli montanum subsp. tommasinii (Rchb. f.) Arcang.: Wie die Unterart Seseli montanum subsp. montanum aber mit drei bis neun Doldenstrahlen und kahlen Früchten, die breite, abgerundete Längsrippen besitzen, wobei diese breiter als die Tälchen sind.[13] Sie kommt in Albanien, Bosnien und Herzegowina, Kroatien, Griechenland, Montenegro, Nordmazedonien, Serbien, dem Kosovo und Slowenien vor.[20]

## Verwendung
Der Berg-Sesel eignet sich gut als Zierpflanze für trockenwarme Standorte in naturnahen Gärten, beispielsweise zusammen mit der Großen Fetthenne und Blaugräsern. Die Blütezeit ist lang, da sich die äußeren Verzweigungen der Blütenstände erst allmählich entwickeln.